# Société royale d'histoire du protestantisme belge
La Société royale d'histoire du protestantisme belge est une association sans but lucratif fondée en 1904. Elle étudie l'histoire et la mémoire du protestantisme en Belgique.

## Histoire
Le 14 janvier 1904, la Société royale d'histoire du protestantisme belge est fondée par la fusion des commissions d'histoire de l'Union des églises évangélique de Belgique (UE), Église concordataire reconnue par le gouvernement en 1839, et de la Société évangélique belge (ECMB), une église indépendante (« libre ») fondée en 1836. La séance inaugurale a lieu le 14 novembre 1904 à l'Église protestante de Bruxelles (Chapelle royale),,. Elle édite alors son premier Bulletin historique.
Le dimanche 1er juillet 1923, la Société organise une commémoration officielle du quatrième centenaire de l'exécution de Henri Voes et Jean van Esschen sur la Grand-Place de Bruxelles, considéré comme premiers martyrs du protestantisme belge. Un vitrail est créé, déposé en 1973 au temple protestant de Tournai.
Elle organise des expositions à la Bibliothèque royale de Belgique, en 1980 sur le protestantisme à Bruxelles, en 1983 sur Martin Luther, et en 1986 sur le réformateur français Jean Calvin. En 1988, elle dépose ses statuts de A.S.B.L. — et en 1990 elle est reconnue comme « Société royale » par le roi Baudouin.
Sa bibliothèque et ses archives sont hébergées à la Faculté universitaire de théologie protestante, 40 rue des Bollandistes à Etterbeek, Bruxelles-Capitale. Elle collabore étroitement avec la Société de l'histoire du protestantisme français (SHPF).

### Présidents
- 1904-1920 : pasteurs Paul Rochedieu (UE) et Kennedy Anet (ECMB)
- 1920-1940 :  pasteur Arnold Rey (UE) et Jean Meyhoffer (ECMB)
- 1940-1959 : Émile Hoyois (ECMB) et Édouard Pichai (UE)
- 1973-? : Émile Braekman[6]